# Waldkirchen am Wesen
Waldkirchen am Wesen là một đô thị thuộc huyện Schärding thuộc bang Oberösterreich, Áo. Đô thị Waldkirchen am Wesen có diện tích 21,4 km², dân số thời điểm năm 2006 là 1281 người.